# Hasse Börjes
Hasse Börjes (* 25. Januar 1948) ist ein ehemaliger schwedischer Eisschnellläufer. Auf der Sprintdistanz von 500 Metern zählte Börjes Anfang der 1970er Jahre zu den schnellsten Läufern, lief drei Weltrekordzeiten und gewann in Sapporo 1972 die olympische Silbermedaille. Nach seiner Amateurkarriere startete er zwei Winter lang erfolgreich als Professional in der International Speed Skating League.

## Laufbahn
Als Jugendlicher begann Börjes seine sportliche Karriere als Hammerwerfer und wurde in dieser Disziplin als Talent gehandelt. Ursprünglich als Training für die Leichtathletik nahm er 1966 das Eisschnelllaufen auf und zählte auf der 500-Meter-Distanz auf Anhieb zu den schnellsten Eissprintern seines Landes. Mit 20 Jahren fuhr er als Teil des schwedischen Olympiateams nach Grenoble, wurde dort aber nur Fünfzehnter. Im März 1968 lief er die 500 Meter auf der Kunsteisbahn in Inzell erstmals unter 40 Sekunden und war somit nur noch sieben Zehntelsekunden vom Weltrekord des Deutschen Erhard Keller entfernt. In Davos unterbot Börjes im Januar 1970 als erster Athlet die 39-Sekunden-Marke und stellte in 38,9 Sekunden einen Weltrekord auf, den er im gleichen Winter selbst noch zweimal – auf letztlich 38,46 Sekunden in Inzell – verbesserte. Auch bei der erstmals ausgetragenen Sprintweltmeisterschaft, bei der die Läufer jeweils zwei 500-Meter- und zwei 1000-Meter-Rennen bestritten, präsentierte sich der Schwede als bester Mann auf der 500-Meter-Distanz. Da er im 1000-Meter-Lauf deutlichen Rückstand auf die Weltspitze hatte, verpasste er beim Sieg von Waleri Muratow die Medaillenränge aber deutlich.
Börjes verlor seinen Weltrekord im März 1971 an Erhard Keller, galt aber auch vor den Olympischen Winterspielen 1972 als einer der Medaillenanwärter. Dem wurde er gerecht, als er – mit einer Viertelsekunde Rückstand auf Keller – die Silbermedaille in Sapporo gewann. Kurz darauf lief er die 500 Meter in Inzell in 38,0 Sekunden, stellte zum insgesamt vierten Mal einen Weltrekord auf und beendete im Anschluss seine Karriere als Amateur. Er wechselte in die neu gegründete International Speed Skating League (ISSL), wo er wie auch viele andere erfolgreiche Eisschnellläufer Geld mit seinem Sport verdiente. Börjes gewann die innerhalb dieser Liga ausgefahrenen Welt- und Europameisterschaften der Jahre 1973 und 1974. Da der Weltverband ISU aber unter Strafandrohungen den Bahnbetreibern untersagte, ihre Strecken für Profiwettkämpfe zu öffnen, und der Zuschauerzuspruch gering war, scheiterte die ISSL bereits nach zwei Jahren. Börjes hatte danach keine weiteren internationalen Auftritte als Eisschnellläufer.
Charakteristisch für den – etwa im Vergleich zum deutlich leichteren Japaner Keiichi Suzuki – stämmigen Börjes war ein sehr kraftvoller Laufstil, der ihn insbesondere auf der Gegengerade, in der Mitte des Sprints, zu einem der schnellsten Athleten werden ließ.
Nach seinem Karriereende machte Börjes eine Ausbildung als Naprapath, d. h. als Alternativmediziner. 1978 eröffnete er eine Klinik in seinem Heimatort Rättvik, wo der vierfache Familienvater mit seiner Frau lebt.